# Ardiosteres sporocosma
Ardiosteres sporocosma är en fjärilsart som beskrevs av Turner 1917. Ardiosteres sporocosma ingår i släktet Ardiosteres och familjen säckspinnare. Inga underarter finns listade i Catalogue of Life.